# 有賀潤
有賀 潤（あるが じゅん、1923年（大正12年)9月5日 - 2013年(平成25年)1月2日）は日本の洋画家である。
風景、人物、静物など画材は広範。1970年頃から日本の伝統家屋（藁葺屋根）を取材した農村風景画の創作に力を注ぎ、日本列島全域を探訪した。現在では消失した伝統家屋を写実的手法で描かれた作品群は、日本人の心の故郷そのもであり、同時に民俗学史料としても国内外で高く評価されている。

## 略歴
長野県上田市出身。旧制小県蚕業学校（長野県上田東高等学校）卒業。太平洋戦争に従軍し、復員後の1945年から東京在住。1948年東京育英高等学校教諭、1950年東京美術学校卒業後、数年間、阿佐ヶ谷美術専門学校にて教師を務める。後画業に専念する。
元示現会。二百人展。元群炎委員。新世代展。都美展賞。日本の美展
外遊6回。紺綬褒章受章。

## 個展
「有賀潤油絵展 : 錦鯉を描く」（於銀座三越） などの個展を、1966年から2000年にかけて、日動画廊、銀座三越などで毎年開催。